# Macedônia
Macedônia este un oraș în São Paulo (SP), Brazilia.